# 天鵝座ω2
天鵝座ω2，來自拉丁化的ω2 Cygni，是獨立的拜耳名稱，它是在北天星座天鵝座的一顆恆星；中文傳統名稱是天津增卅四。它的視星等為5.5等，在一個黑暗的夜晚，肉眼隱約可見。基於周年8.17mas的視差偏移，它位於距離太陽大約399光年的地方。在這個距離上，由於星際塵埃的消光，視星等減少了0.08等。
它是在漸近巨星支的一顆紅巨星，恆星分類為M2III。儘管證據被認為是「可疑或錯誤的」，它仍是一顆可疑的變星。如果它確實是變星，其變異性很小，振幅為0.05等，時間尺度約為30天。這顆恒星有58.3%的幾率是武仙座星流的成員。